# Astanchus ussuriensis
Astanchus ussuriensis là một loài bọ cánh cứng trong họ Elateridae. Loài này được Gurjeva miêu tả khoa học năm 1975.